# Pedro de Rábago y Terán
Pedro de Rábago y Terán (muerto en Monclova, el 25 de marzo de 1756) fue un militar, explorador y gobernador español.

## Biografía
Como un explorador en la década de 1740 se fue en tres expediciones a la confluencia del río Grande y el río Conchos, conocida como La Junta de los Ríos, con el fin de establecer un presidio o campamento militar para servir a seis misiones en la zona de la Junta, que estaban siendo atacados por los apaches. El recomendó un sitio que se convirtió en el presidio de la Junta de los Ríos Norte y Conchos cerca de lo que es ahora Presidio, Texas y Ojinaga, Chihuahua.
Fue gobernador de la provincia novohispana de Nueva Extremadura (actual estado de Coahuila, México) de agosto de 1744 a junio de 1754.
Cuando expiró su mandato como gobernador de Coahuila fue nombrado capitán del Presidio del Santísimo Sacramento del Valle de Santa Rosa de Monclova.
Tuvo que ocuparse de las disputas de poder entre los misioneros y la guarnición militar que afectaron a las misiones de San Xavier (condado de Milam, Texas). Estas se resolvieron con el traslado de su sobrino, capitán del presidio de San Xavier, al presidio de Monclova. Rábago y Terán exploró el área alrededor del Río Llano y el Río San Saba. Falleció en 1756, tras contraer una enfermedad durante la organización del traslado de las misiones del río San Gabriel a una ubicación más favorable en el río San Marcos.